# Tipula (Savtshenkia) tulipa
Tipula (Savtshenkia) tulipa is een tweevleugelige uit de familie langpootmuggen (Tipulidae). De soort komt voor in het Palearctisch gebied.